# Pobiti Kamani
Ne doit pas être confondu avec La Forêt pétrifiée ou La Forêt pétrifiée (Stahly).

Pobitite Kamani

Pobiti Kamani, toponyme bulgare (en cyrillique Побити камъни) signifiant littéralement en français « Pierres plantées dans le sol », parfois appelé la Forêt pétrifiée ou la Forêt Fossile, est une formation géologique située dans l'oblast de Varna en Bulgarie, non loin de la mer Noire. Il se compose de rochers insolites, des colonnes naturelles pouvant atteindre six mètres de hauteur, répartis sur une superficie de 70 km2.

## Description
Il s'agit d'un des phénomènes géologiques les plus surprenants de Bulgarie, et d'un des plus insolites d'Europe. Ces étranges piliers calcaires peuvent atteindre 10 mètres de haut et leur diamètre dépasse parfois les 2 mètres. Ils se sont formés il y a 50 millions d'années, à l'époque où la région était encore submergée. Les colonnes sont creuses, remplies de sable, et contiennent de nombreux fossiles, notamment de coquillages et d'escargots. Elles se divisent en 18 groupes distincts répartis sur 70 km², dont le plus célèbre est celui des rochers Dikilitachki qui regroupe environ 300 formations. La zone est située dans un des rares environnements semi-désertiques d'Europe, ce qui rend le paysage d'autant plus extraordinaire. Elle abrite également une grande biodiversité, constituée de nombreuses espèces rares et menacées, qui ajoute à sa valeur. 

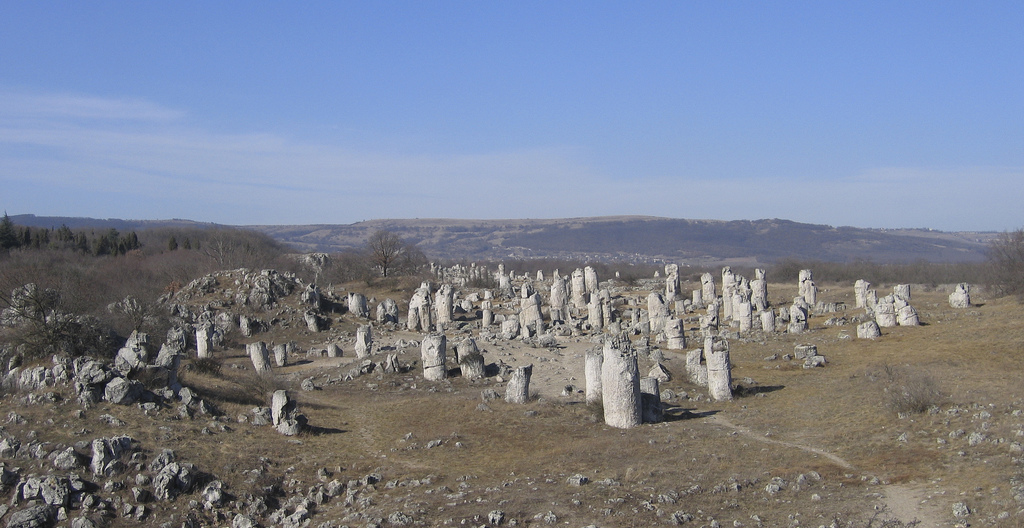
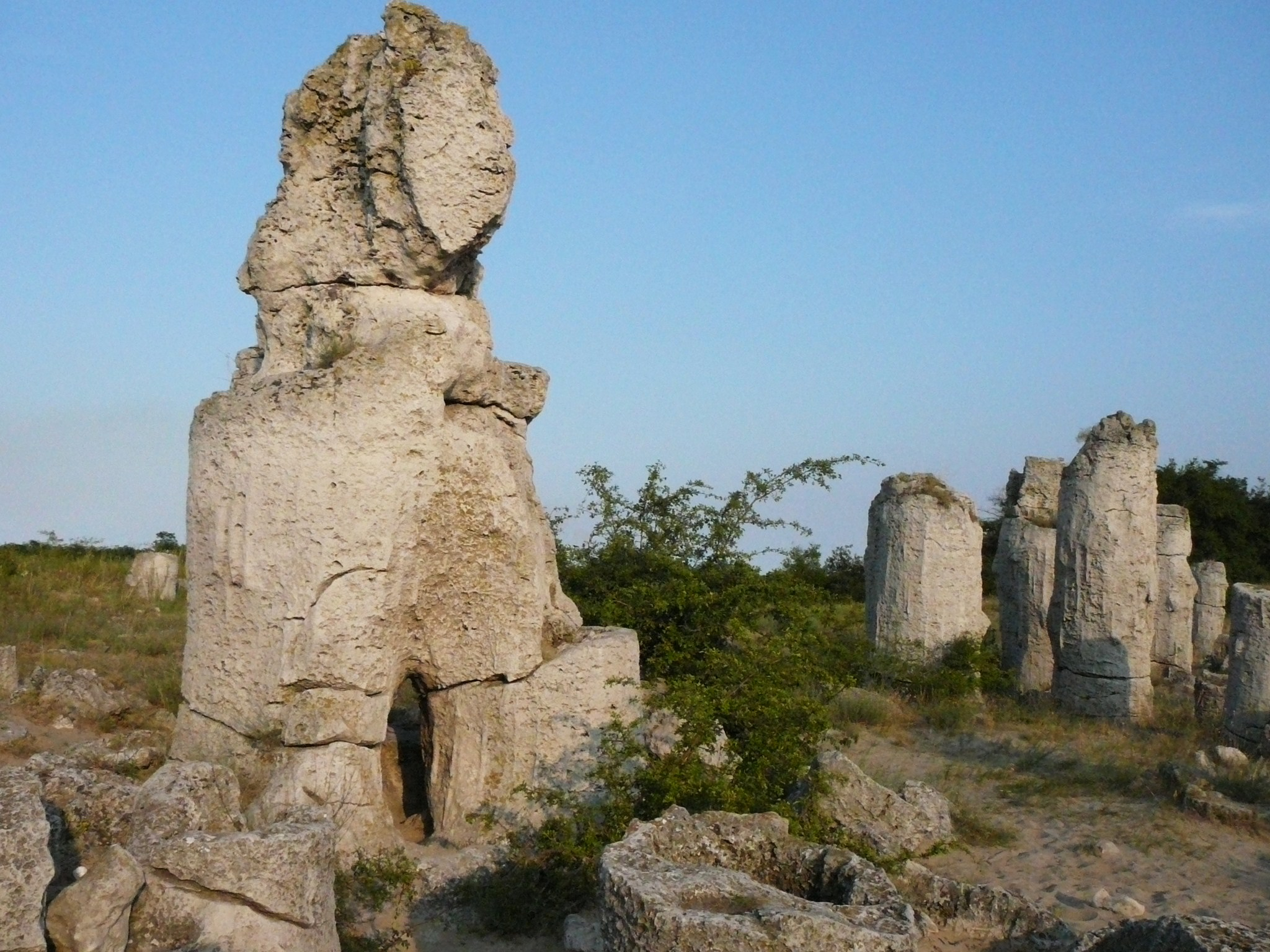
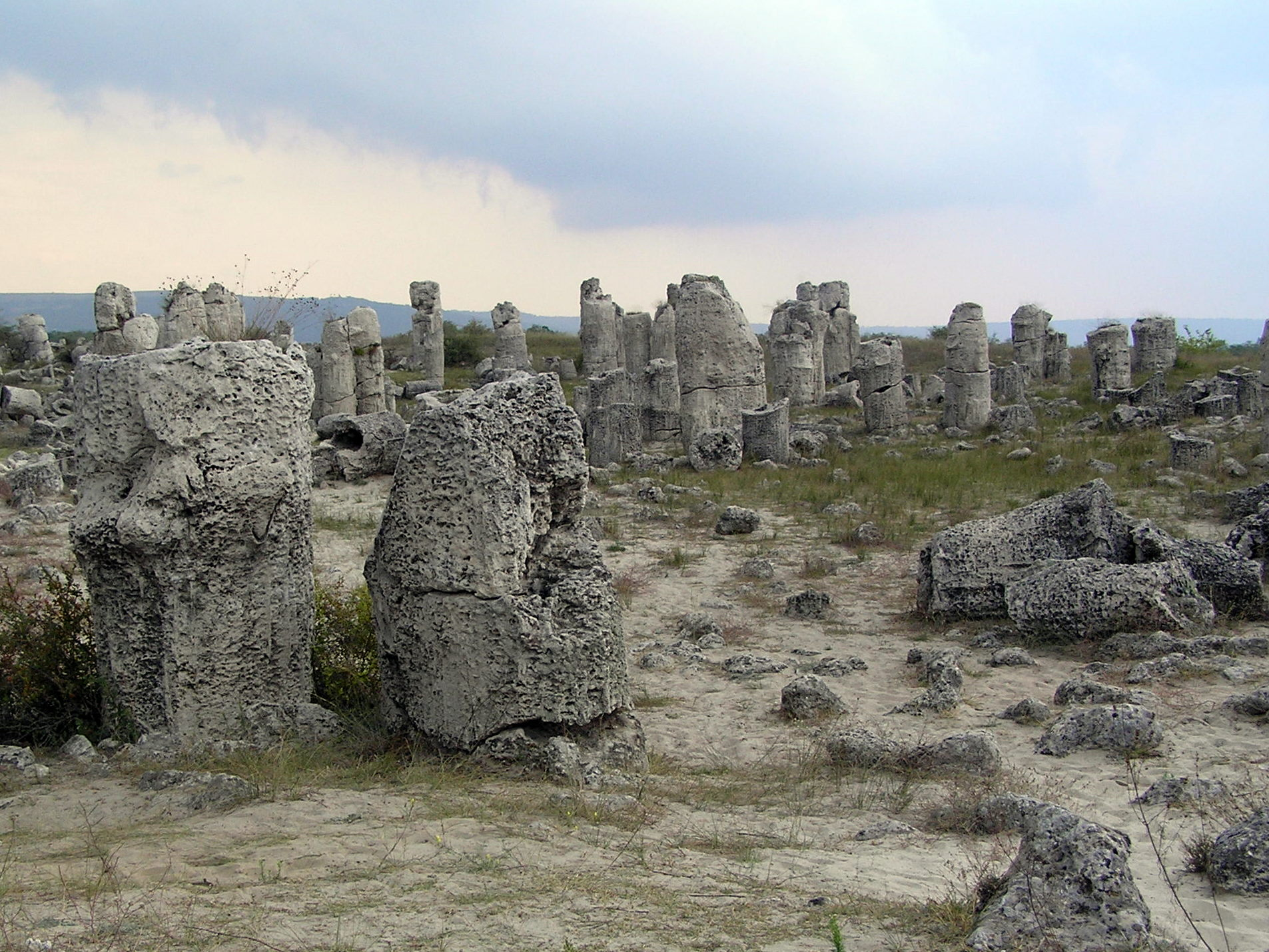
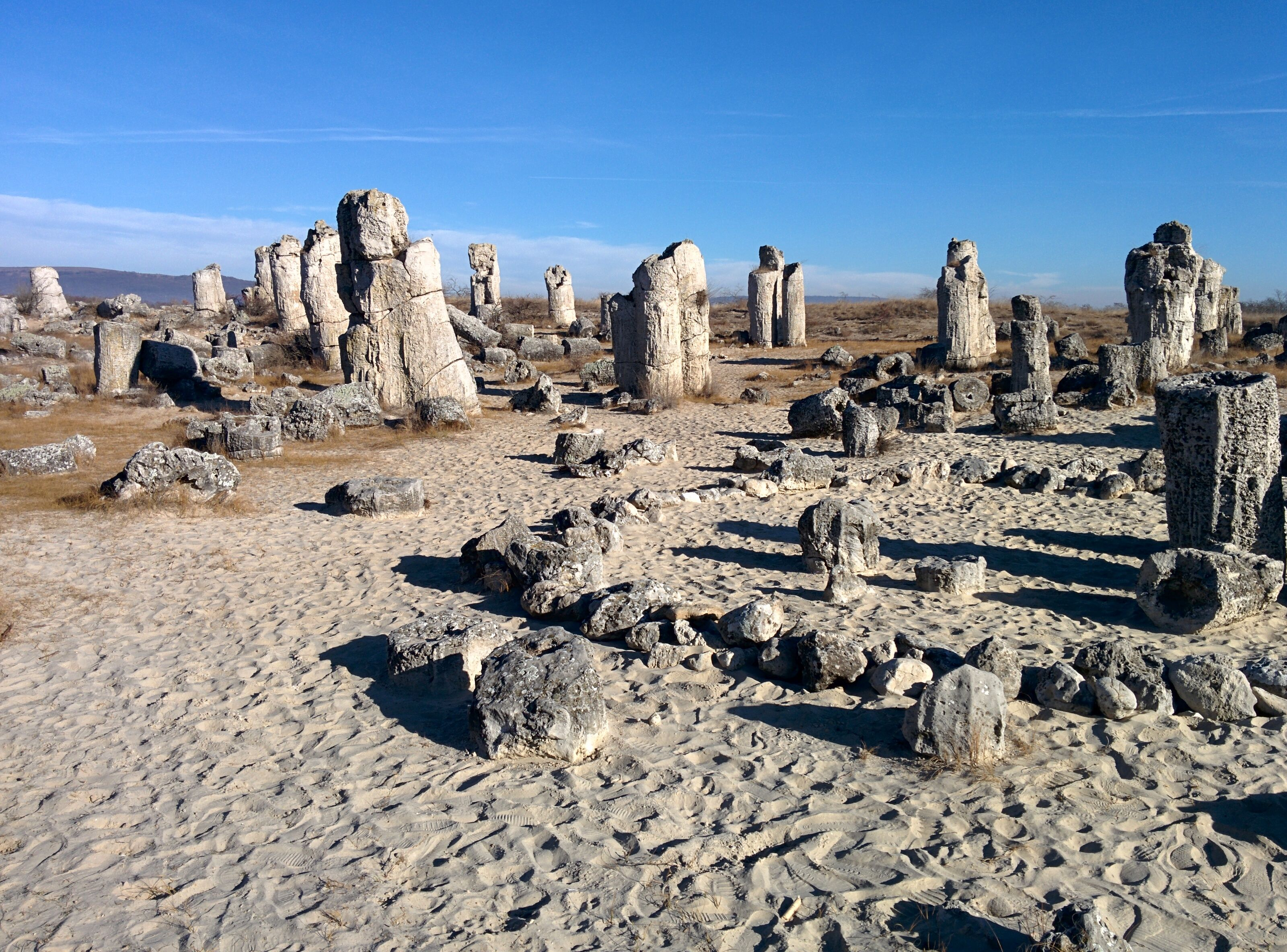
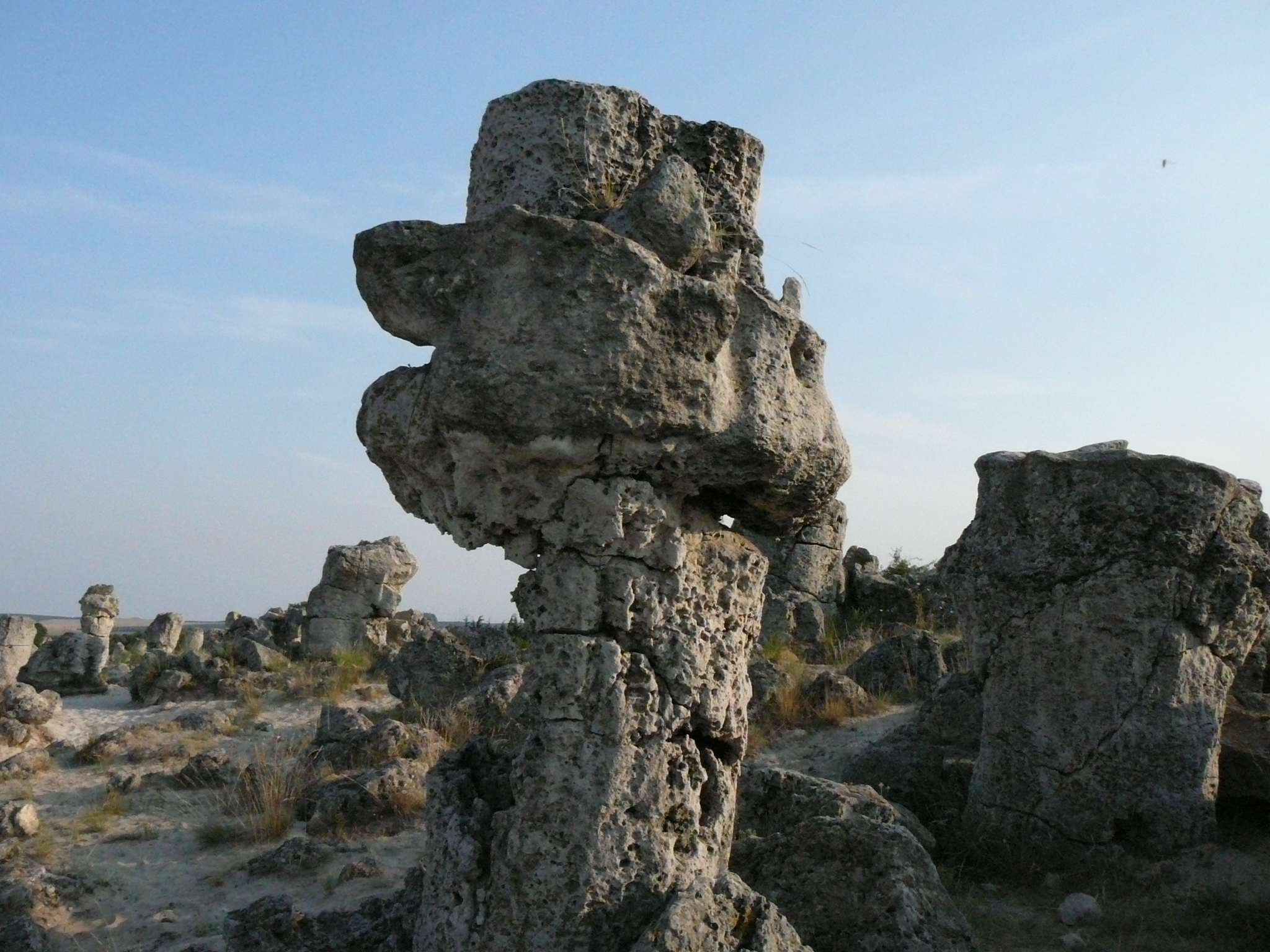

## Protection
Pour toutes ces raisons, et afin de le préserver, le site a été le premier à obtenir le statut de milieu protégé en Bulgarie, en 1937.
Le site a été inscrit sur la liste indicative au patrimoine mondial de l'Unesco depuis 2011.

## Cinéma
Ce site unique et spectaculaire a souvent servi de décor pour le besoin des films, comme Vercingétorix : La Légende du druide roi de Jacques Dorfmann en 2001, et Conan de Marcus Nispel en 2011.